# باشگاه السد (هندبال)
تیم هندبال السد (عربی: فریق السد لكرة اليد) تیم هندبال  السد اس سی است که در پایتخت دوحه در کشور قطر واقع شده است.و در حال حاضر در لیگ هندبال قطر (QHL) رقابت می کند.  این تیم یکی از موفق ترین تیم ها در کل آسیا است که 5 بار قهرمان هندبال آسیا شده است.

## تاریخ
تیم هندبال السد اندکی پس از تشکیل این باشگاه در سال ۱۹۶۹ تشکیل شد. از آن زمان، آنها بر صحنه هندبال در قطر مسلط شده اند و رکورد تعداد جام های داخلی را به دست آورده اند.  موفقیت آنها به مسابقات محلی محدود نشده است.  این تیم رکورد ۵ قهرمانی هندبال لیگ باشگاه های آسیا را به دست آورده است، یعنی بیشترین عناوین آسیایی را در اختیار دارند.  علاوه بر این، آنها قهرمان جام جهانی باشگاه های هندبال در سال ۲۰۰۰ شدند. آنها همچنین در سال ۲۰۰۲ به عنوان تیم میزبان برنده IHF Super Globe شده اند، و همچنین در سال ۲۰۱۰ نایب قهرمان شده اند و دوباره به عنوان تیم میزبان نایب قهرمان شدند.

## افتخارات

### داخلی

#### لیگ هندبال قطر
برندگان (9) : 1986، 1988، 1989، 1994، 1997، 2001، 2002، 2004، 2009

#### جام امیر قطر
برندگان (8) : 1997، 1999، 2002، 2004، 2005، 2006، 2007، 2013

#### جام ولیعهد قطر
برندگان (7) : 2002، 2003، 2004، 2005، 2006، 2009، 2010

### بین المللی

#### قهرمانان هندبال باشگاه جی سی سی
برندگان : 2004، 2014، 2015

#### لیگ قهرمانان هندبال آسیا
برندگان: 2000، 2001، 2002، 2003، 2005

#### IHF Super Globe(جام جهانی باشگاه های هندبال)
برندگان : 2002